# Otto Haupt (Schulleiter)
Otto Carl Rudolf Haupt (* 17. September 1824 in Königsberg in der Neumark; † 25. Oktober 1899 in Stettin) war ein deutscher Schuldirektor. Von 1872 bis 1898 leitete er die städtische höhere Mädchenschule in Stettin. Daneben trat er als Sachbuchautor hervor. 

## Leben
Otto Haupt wurde 1824 in Königsberg in der Neumark als Sohn eines Gymnasialprofessors geboren. Er studierte von 1843 bis 1847 an der Friedrich-Wilhelms-Universität zu Berlin. Er wählte den Lehrerberuf und kam zunächst nach Kolberg und dann nach Posen, wo er 1866 zum Gymnasialprofessor ernannt wurde. 
1872 wurde Haupt zum Direktor der städtischen höheren Mädchenschule in Stettin gewählt, die unter seiner Leitung aufblühte. Im Jahre 1892 gab es dort 480 Schülerinnen. Die steigenden Schülerinnenzahlen machten einen Neubau erforderlich, der 1894 in der Elisabethstraße eröffnet wurde; danach konnten 600 Schülerinnen unterrichtet werden. Gleichzeitig erhielt die Schule den Namen Kaiserin-Auguste-Viktoria-Schule, nach der deutschen Kaiserin Auguste Viktoria. Haupt wurde mit dem Titel Schulrat ausgezeichnet. 
Zur Ausbildung von Lehrerinnen führte Haupt daneben seit 1874 ein privates Lehrerinnenseminar. 
1898 ging er in den Ruhestand und starb im folgenden Jahr. Er wurde auf dem Stettiner Neuen Militärfriedhof in der Kurfürstenstraße bestattet. 
Haupt war verheiratet. Aus der Ehe ging unter anderem die Tochter Therese (1864–1934) hervor, die mit dem  Altorientalisten und Althistoriker Carl Lehmann-Haupt verheiratet war, und selber als Schriftstellerin wirkte.

## Schriften
Belletristik
- Die Malteser. Dramatisches Gedicht in fünf Aufzügen. Verlag Merzbach, Posen 1864.
- Hans Sachs. Vaterländisches Schauspiel in fünf Aufzügen. Verlag Merzbach, Posen 1890.
- Matthias Claudius. Auswahl aus seinem Schaffen. 1867.

Sachbücher
- Demosthenische Studien, Bd. 1. Hendeß Verlag, Cöslin 1852.
- Das Leben und staatsmännische Wirken des Demosthenes. Nach Quellen dargestellt. Verlag Merzbach, Posen 1861.
- Leben und dichterische Wirksamkeit des Hans Sachs. Verlag Merzbach, Posen 1868.